# Симеон Богоприимец

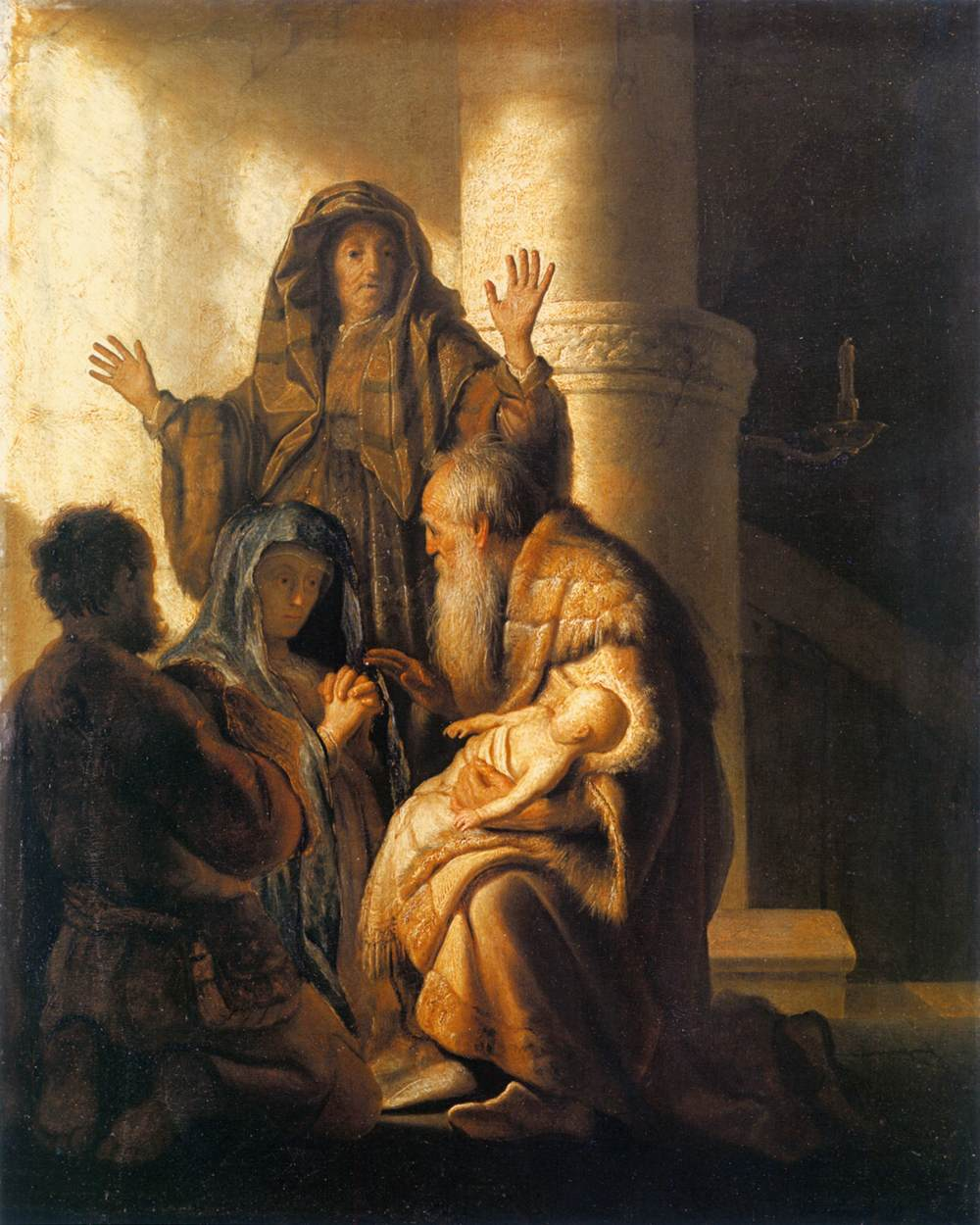
Рембрандт. «Симеон Богоприимец»
1627—1628. Гамбургский кунстхалле

Симео́н Богоприи́мец (или Пра́ведный Симеон Богоприимец) — житель Иерусалима, благочестивый праведник, упоминаемый в Евангелии от Луки. Евангелист сообщает о Симеоне только краткие сведения, подробности его жизнеописания известны по апокрифическим источникам.

## Происхождение Симеона
По преданию, Симеон был одним из семидесяти двух учёных толковников-переводчиков, которым египетский царь Птолемей II поручил перевести Священное Писание с еврейского на греческий язык (Септуагинта). Когда Симеон переводил Книгу пророка Исаии и прочитал слова «Се Дева во чреве приимет и родит Сына» (Ис. 7:14), он подумал, что это явная описка и вместо «Дева» должно стоять «Жена», и посчитал своим долгом исправить текст. Но ангел Господень остановил руку Симеона и уверил его, что он не умрёт, пока не убедится в истинности пророчества Исайи.
Согласно другому преданию, Симеон, возвращаясь из Египта в Иерусалим, бросил свой перстень в реку со словами: «Если найду его, то могу поверить изречению Пророка по букве». На следующий день в одном селении он купил рыбу и когда стал её есть, то обнаружил в ней свой перстень. В этот момент он и получил откровение, аналогичное вышеописанному.
Евангелие не сообщает, к какому званию принадлежал Симеон Богоприимец, но в песнопениях Православной церкви он называется «священником», «святителем», «священнодетелем», «приносившим законные жертвы» и «очищавшим кровными жертвами люди Израилевы». Согласно апокрифическому Протоевангелию Иакова, Симеон стал священником Иерусалимского храма после убийства в нём Захарии, отца Иоанна Крестителя:

После трех дней жрецы стали советоваться, кого сделать вместо него, и жребий пал на Симеона. Это ему было возвещено Святым Духом, что он не умрет, пока не узрит Христа живого.

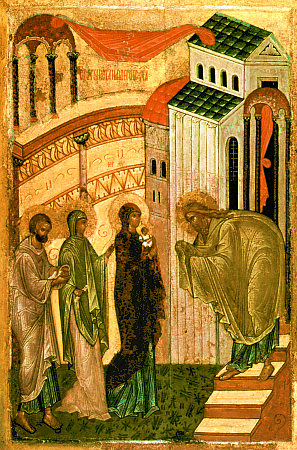
Сретение Господне
(новгородская икона конца XV века)

То, что Симеон был священником сообщали святители Афанасий Великий в книге об общем естестве Отца и Сына, Кирилл Иерусалимский в слове о Сретении Господнем, Епифаний Кипрский в учении об отцах Ветхого Завета.

## Сретение Господне
В день, когда родители Иисуса пришли в Иерусалимский храм, чтобы принести жертву за родившегося первенца мужского пола, как это предписывает иудейский закон (Исх. 12:12—15), Симеон по вдохновению явился во храм и там, взяв младенца на руки, произнёс благословения, от которых происходит знаменитая песнь «Ныне отпущаеши раба Твоего, Владыко» (Лк. 2:29—32).
После этого Симеон обратился к Богородице с пророческими словами «и сказал Марии, Матери Его: се, лежит Сей на падение и на восстание многих в Израиле и в предмет пререканий, — и Тебе Самой оружие пройдет душу, — да откроются помышления многих сердец» (Лк. 2:34—35). Данное пророчество легло основой иконографии образа Богородицы «Умягчение злых сердец» или «Симеоново проречение», а само событие — встреча человечества в лице старца Симеона с Богом, стало христианским праздником Сретения Господня.
Христианская традиция считает, что Симеон скончался сразу после событий Сретения. Согласно житию Симеона, составленному Димитрием Ростовским, он умер в возрасте 360 лет.

## Почитание
По древнему преданию, праведный Симеон был похоронен на холме Kатамон в Иерусалиме. Это место было издавна обитаемо монахами, и на нём был храм во имя праведного Симеона. 
В VI столетии мощи Симеона Богоприимца были перевезены в Константинополь и положены в церкви Богоматери Халкопратийской, которая находилась в северо-западной стороне от собора Святой Софии, где хранились мощи апостола Иакова и пророка Захарии. В 1200 году их видел новгородский паломник Антоний. В 1204 году мощи праведного Симеона перевозили в Венецию, однако судно пристало к городу Задар на территории современной Хорватии. В 2010 году представители Католической церкви передали мощи Иерусалимской православной церкви для монастыря праведного Симеона (Катамон) в Иерусалиме. Могила Симеона Богоприимца находится в левом приделе монастырского храма. 
Часть мощей также находится в хорватском городе Загорье. Также мощи Симеона Богоприимца находятся в церкви Сан-Симеоне Профета в Венеции под престолом. 
В Православной церкви память Симеона Богоприимца совершается шестеричным богослужением 3 (16) февраля ― на следующий день после Сретения, в Католической церкви — 3 февраля.

## Почитаемые иконы
- Явленный образ Симеона Богоприимца «Красносельский». Обретён чудесным образом на выезде из Красного Села Санкт-Петербурга крестьянином Василием Кисляковым 11 (24) мая 1800 года из внезапно забившего источника.

- Образ Симеона Богоприимца «Новгородский» Покровского Зверина монастыря. Обретён чудесным образом на монастырской скудельнице архиепископом новгородским Ионой в 1467 году.